# Grande Sonata "Les quatre Ages"
La Grande Sonate pour piano « Les Quatre Âges de la vie » (Grande sonata « Le quattro età della vita ») op. 33, è una sonata per pianoforte composta da Charles-Valentin Alkan, pubblicata nel 1847 e dedicata al padre del musicista, Alkan Morhange. Il lavoro è costituito da 50 pagine a stampa, 1121 battute, circa 45 minuti di musica (più o meno le dimensioni della Sonata op. 106 di Beethoven).
È formata da quattro movimenti:
1. 20 ans. Très vite
2. 30 ans (Quasi-Faust). Assez vite
3. 40 ans (Un heureux ménage). Lentement
4. 50 ans (Prométhée enchaîné). Extrêmement lent

Il titolo della sonata si riferisce ai sottotitoli dati ad ogni movimento che ritraggono l'uomo a 20, 30, 40 e 50 anni di età. La sequenza dei movimenti è diversa dalla tipica sonata classica, nel senso che il tempo diviene progressivamente più lento; se questo rallentamento è tuttavia logico, può però risultare sconcertante per un pubblico abituato ai finali trionfali.
Una volta accettato il "programma" della sonata tutta la musica diventa evidente: l'entrata roboante nella vita adulta con le sue speranze e l'impazienza (20 anni. Molto veloce); la complessità dell'uomo nel pieno del suo vigore, con la sfida del Dottor Faust a Mefistofele e la dolce canzone di Margherita (30 anni (Quasi Faust). Abbastanza veloce); la pace e la tranquillità della vita in famiglia e le meditazioni dell'età matura (40 anni (Felice vita familiare). Lentamente); la tristezza, la nostalgia e i tristi sentimenti della vecchiaia, rappresentati dalla sconfitta di Prometeo (50 anni (Prometeo incatenato). Estremamente lento).